# Česko na Mistrovství Evropy v atletice do 23 let 2011

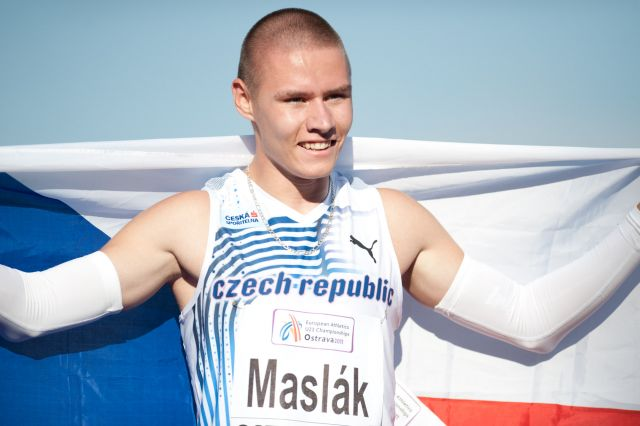
Pavel Maslák - bronzový v běhu na 200 metrů

V nominaci na 8. Mistrovství Evropy v atletice do 23 let bylo 34 českých atletů (18 mužů a 16 žen). Česká republika v Ostravě vybojovala jednu stříbrnou a jednu bronzovou medaili. Kateřina Cachová skončila v sedmiboji na druhém místě, když zaostala za vítězkou Grit Šadeikovou pouze o 11 bodů. Na třetím místě skončil Pavel Maslák v běhu na 200 m. Čeští atleti také dosáhli na dvanáct umístění v elitní osmičce.
Muži
| Disciplína   | Jméno                                              | Nej. výkon sezóny | Umístění na ME   | Výkon     |
| ------------ | -------------------------------------------------- | ----------------- | ---------------- | --------- |
| 100 m        | Václav Zich                                        | 10,51             | 15. (rozběh)     | 10,71     |
| 200 m        | Pavel Maslák                                       | 20,66             | Bronzová medaile | 20,67     |
| 800 m        | Jan Kubista                                        | 1:48,47           | – (rozběh)       | DNF       |
| 110 m př.    | Tomáš Kavka                                        | 14,11             | 22. (rozběh)     | 14,49     |
| 110 m př.    | Martin Mazáč                                       | 13,68             | 6.               | 13,81     |
| 110 m př.    | Petr Peňáz                                         | 14,23             | – (sem.)         | DNF       |
| 400 m př.    | Radek Fischer                                      | 52,04             | 28. (rozběh)     | 52,09     |
| 400 m př.    | Tomáš Křikal                                       | 51,83             | – (rozběh)       | DNS       |
| Skok o tyči  | Adam Pašiak                                        | 5,30 m            | 12.              | 5,20 m    |
| Vrh koulí    | Ladislav Prášil                                    | 18,41 m           | 5.               | 18,41 m   |
| Vrh koulí    | Martin Stašek                                      | 19.16 m           | 4.               | 18.43 m   |
| Hod diskem   | Vladislav Hruška                                   | 54,16 m           | 21. (kval.)      | 53,62 m   |
| Hod diskem   | Martin Stašek                                      | 54,68 m           | 24. (kval.)      | 51,97 m   |
| Hod diskem   | Tomáš Voňavka                                      | 57,36 m           | 8.               | 56,43 m   |
| Hod kladivem | Vladislav Hruška                                   | 64,21 m           | 23. (kval.)      | 58,08 m   |
| Hod oštěpem  | Jakub Vadlejch                                     | 80,76 m           | – (kval.)        | NM        |
| Desetiboj    | Adam Sebastian Helcelet                            | 7966 bodů         | 4.               | 7966 bodů |
| Desetiboj    | Michal Štefek                                      | 7384 bodů         | 15.              | 7256 bodů |
| 4 x 100 m    | Václav Zich Lukáš Šťastný Pavel Maslák Tomáš Kavka | 39,41             | 5.               | 39,41     |

Vysvětlivky (kval. – kvalifikace, sem. – semifinále).
Ženy
| Disciplína   | Jméno                                                             | Nej. výkon sezóny | Umístění na ME   | Výkon     |
| ------------ | ----------------------------------------------------------------- | ----------------- | ---------------- | --------- |
| 5000 m       | Martina Bařinová                                                  | 16:28,77          | 11.              | 16:35,82  |
| 3000 m př.   | Eva Krchová                                                       | 9:54,71           | 8.               | 9:54,71   |
| 3000 m př.   | Lucie Sekanová                                                    | 10:01,18          | 10.              | 10:07,61  |
| Vrh koulí    | Markéta Červenková                                                | 15,20 m           | 15. (kval.)      | 14,51 m   |
| Hod diskem   | Kateřina Klausová                                                 | 54,22 m           | 13. (kval.)      | 48,93 m   |
| Hod diskem   | Jitka Kubelová                                                    | 53,71 m           | 12.              | 47,10 m   |
| Hod kladivem | Tereza Králová                                                    | 66,63 m           | 7.               | 65,05 m   |
| Hod kladivem | Kristýna Kroužková                                                | 60,88 m           | 14. (kval.)      | 60,75 m   |
| Hod kladivem | Kateřina Šafránková                                               | 69,39 m           | 4.               | 67,94 m   |
| Hod oštěpem  | Nikola Ogrodníková                                                | 54,46 m           | 22. (kval.)      | 48,04 m   |
| Sedmiboj     | Kateřina Cachová                                                  | 5897 bodů         | Stříbrná medaile | 5897 bodů |
| Sedmiboj     | Lucie Ondraschková                                                | 5447 bodů         | 17.              | 4625 bodů |
| 4 x 400 m    | Petra Urbánková Jana Slaninová Jana Branisová Barbora Procházková | 45,25             | 8.               | 45,31     |

Vysvětlivky (kval. – kvalifikace, sem. – semifinále).